# Shape Shifter
Shape Shifter é o vigésimo segundo álbum de estúdio da banda estadunidense Santana. Foi lançado em 14 de maio de 2012. É o primeiro álbum lançado em sua nova gravadora Starfaith Records.
O álbum é essencialmente instrumental contendo apenas uma faixa com vocais: "Eres La Luz". A faixa "Mr. Szabo" é um tributo ao guitarrista húngaro Gábor Szabó e possui uma estrutura rítmica similar a "Gypsy Queen", um sucesso de Gábor de 1966 que foi regravado por Santana em 1970 como um medley com "Black Magic Woman", do Fleetwood Mac.
| Críticas profissionais                                                      | Críticas profissionais |
| Avaliações da crítica                                                       | Avaliações da crítica  |
| Fonte                                                                       | Avaliação              |
| --------------------------------------------------------------------------- | ---------------------- |
| allmusic                                                                    | [ 3 ]                  |
| Rolling Stone Brasil                                                        | [ 4 ]                  |
| Esta tabela precisa de ser acompanhada por texto em prosa. Consulte o guia. |                        |

## Faixas
| N.º | Título                                              | Letras                                                          | Duração |  |
| 1.  | "Shape Shifter" (Formatador)                        | Carlos Santana                                                  | 6:16    |  |
| 2.  | "Dom"                                               | Hamidou Touré, Ousmane Touré, Ismaila Touré, Tidiane Sixu Touré | 3:51    |  |
| 3.  | "Nomad" (Nômade)                                    | Carlos Santana                                                  | 4:49    |  |
| 4.  | "Metatron"                                          | Carlos Santana                                                  | 2:39    |  |
| 5.  | "Angelica Faith" (Fé da Angélica)                   | Carlos Santana, Chester Thompson                                | 5:03    |  |
| 6.  | "Never the Same Again" (Nunca o Mesmo Novamente)    | Carlos Santana, Eric Bazilian                                   | 5:01    |  |
| 7.  | "In the Light of a New Day" (Na Luz de um Novo Dia) | Carlos Santana, Narada Michael Walden                           | 5:06    |  |
| 8.  | "Spark of the Divine" (Faísca do Divino)            | Carlos Santana                                                  | 1:03    |  |
| 9.  | "Macumba in Budapest" (Macumba em Budapeste)        | Carlos Santana, Walter Afanasieff                               | 4:01    |  |
| 10. | "Mr. Szabo" (Sr. Szabo)                             | Carlos Santana                                                  | 6:20    |  |
| 11. | "Eres La Luz" (És a Luz)                            | Carlos Santana, Walter Afanasieff, Andy Vargas, Karl Perazzo    | 4:51    |  |
| 12. | "Canela"                                            | Carlos Santana, Salvador Santana                                | 5:22    |  |
| 13. | "Ah, Sweet Dancer" (Ah, Doce Dançarina)             | Miceal O Suilleabhain                                           | 3:08    |  |

## Músicos

### Santana
- Carlos Santana - guitarra
- Dennis Chambers - bateria
- Benny Rietveld - baixo
- Karl Perrazo - percussão
- Chester Thompson - teclados
- Salvador Santana – teclados
- Andy Vargas e Tony Lindsay - Vocal[5]
- Raul Rekow - congas

## Posições nas paradas
| Parada                 | Melhor posição |
| ---------------------- | -------------- |
| Hungarian Albums Chart | 2              |
| Canadian Albums Chart  | 46             |